# たづたづし
『たづたづし』は、松本清張の短編小説。『小説新潮』1963年5月号に掲載され、同年10月に短編集『眼の気流』収録の一編として、新潮社より刊行された。題名は万葉集の「夕闇は 路たづたづし 月待ちて 行ませわが背子 その間にも見む」からで、「はっきりしなくて不安である」の意。『愛のきずな』のタイトルで1969年に東宝で映画化、また3度テレビドラマ化されている。

## あらすじ
最近課長に昇進したばかりの32歳のわたしは、電車の中で24歳の平井良子という女性と知り合い関係を持つ。3ヶ月後、良子はふいに、自分には夫がいて、恐喝傷害で刑務所に入っており、あと1週間で出所することを告白する。自分の社会的立場の崩壊を恐れたわたしは、良子を長野県富士見駅近くの山林に連れ出し、首を絞めた。
しかしその後、数日経っても新聞に良子の死体発見の記事が出ない。徐々に不安になってきたわたしは、長野県の地方紙を調べ始めるが、上諏訪の喫茶店に記憶喪失の女が現われたという記事が眼にふれた。良子は生き返っていたのか。問題は今後だ。良子が永久に記憶喪失に陥っているとは思えないからである。上諏訪駅に下りたわたしは、躊躇しながらもその喫茶店に入り、良子と対面する。

## エピソード
- 著者は本作について「『たづたづし』は書いたときは少しイヤ味な題だと思ったが、いまはそれなりに落ちついている。この小説に使った場所は、わたしが以前に住んでいた練馬区の上石神井[1]のあたりである。いまから十七、八年前は、上石神井も武蔵野の名残りがあって、雑木林の小径がいたるところで見られたものだ。暗い木立の下を抜けると月光の路に出、また闇の林の中に入るといった風情であった。いまは雑木林がとり払われ、団地や建売住宅地になっている。「諏訪の本屋」というのは、上諏訪にいて、先年物故した考古学者の藤森栄一氏が経営した本屋のことである」と記している[2]。

## 映画
映画タイトル『愛のきずな』。1969年2月15日公開。製作は渡辺プロダクションと東宝、配給は東宝。現在はDVD化されている。原作と異なる結末を設定している。

### ストーリー
旅行会社の総務課長代理・鈴木良平は、専務の娘と結婚していた。だが、何かと父の権威を笠に着る妻との生活は冷たいものであった。ある雨の夕方、良平は線は細いが可憐な女性・平井雪子と知り合う。乾いた家庭生活の代償に、良平は雪子に誠心誠意を尽くし、雪子も良平を深く愛するようになる。ところが、雪子には暴力的で目下服役中の夫がいた。これを知った良平は大きな衝撃を受け、夫と離婚し自分との再婚を望む雪子をなだめようとするが、雪子の決意は固かった。現在の生活の崩壊を怖れる良平は、悩んだ末、雪子を信州に連れ出し、ついに彼女の首を絞める。しかし、安心も束の間、雪子そっくりの記憶喪失の女性の存在を知り、良平は新たな恐怖に苛まれるようになる。

### キャスト
- 鈴木良平：藤田まこと
- 鈴木早苗：原知佐子
- 鈴木美奈：吉田優香
- 平井雪子：園まり
- 平井健次：佐藤允
- 葉室：山茶花究
- 総務課長：小栗一也
- 宮田：堺左千夫
- 貝塚：勝部義夫
- 堀川：大前亘
- 吉野：北浦昭義
- 女秘書：川村真樹
- 政治家：上田吉二郎
- 出前持：左とん平
- 監督：草川直也
- とん楽の主人：松本染升
- 尾行の若い男：上杉高也
- コロナの男：鈴木治夫
- 入学式の警官：関田裕
- 煙草屋のかみさん：千石規子
- エルムのマスター：生方壮児
- あんちゃん：鈴木和夫、西条康彦、岩本弘司

### スタッフ
- 製作：渡辺晋、五明忠人
- 監督：坪島孝
- 原作：松本清張
- 脚本：小川英、坪島孝
- 音楽：広瀬健次郎
- 撮影：内海正治
- 照明：高島利雄
- 美術：育野重一
- 編集：武田うめ
- 録音：指田漸
- 整音：杉崎喬
- 製作担当者：篠田啓助
- 助監督：松本正志
- スチル：橋山直己
- 合成：三瓶一信

同時上映
- 『喜劇 駅前桟橋』
  - 脚本：池田一朗、監督：杉江敏男、主演：森繁久彌、製作：東京映画
  - 『駅前シリーズ』第24作にして最終作。

## テレビドラマ

### 1978年版
「松本清張おんなシリーズ・記憶」。1978年10月15日、TBS系列の「東芝日曜劇場」枠（21:00-21:55）にて放映。視聴率19.4%（ビデオリサーチ調べ、関東地区）。
キャスト
- 平井良子：十朱幸代
- 野上和也：児玉清
- 平井貞夫：新克利
- 野上文子：茅島成美
- 赤塚真人
- 河村弘二
- 大鹿次代
- 横井徹
- 森本健介
- 小寺大介
- 一ツ柳明美
- 前田晃一
- 羽田直美

スタッフ
- 脚本：服部佳
- プロデューサー：石井ふく子
- 監督：山本和夫
- 制作：TBS

| TBS系列 東芝日曜劇場                       | TBS系列 東芝日曜劇場                        | TBS系列 東芝日曜劇場                       |
| 前番組                                     | 番組名                                      | 次番組                                     |
| ------------------------------------------ | ------------------------------------------- | ------------------------------------------ |
| 松本清張おんなシリーズ4 足袋 （1978.10.8） | 松本清張おんなシリーズ5 記憶 （1978.10.15） | 緑の炎 （原作：石沢英太郎） （1978.10.22） |

### 1992年版
「松本清張 作家活動40年記念 ドラマスペシャル・たづたづし」。1992年1月7日、日本テレビ系列の「火曜サスペンス劇場」枠（21:03-22:52）にて放映。視聴率17.0%（ビデオリサーチ調べ、関東地区）。
キャスト
- 新田順三：古谷一行
- 平井良子：吉川十和子
- 新田美奈子：佳那晃子
- 平井晃：内藤剛志
- 江藤課長：津嘉山正種
- 渋谷一三（営林署長）：山谷初男
- 平井順（良子の息子）：山口仁
- 嵯峨周平、志賀圭二郎、町田真一、松田朗、加藤満、高橋ひろ子、吉本選江、石井富子　ほか

スタッフ
- 脚本：宮川一郎
- 演出：嶋村正敏（日本テレビ）
- 企画：小坂敬、松本陽一
- プロデューサー：嶋村正敏、松村あゆみ（日本テレビ）、森敏樹、坂梨港（電通）
- 音楽：大谷和夫
- 制作協力：NTV映像センター
- 製作著作：日本テレビ

| 日本テレビ系列 火曜サスペンス劇場                   | 日本テレビ系列 火曜サスペンス劇場                                  | 日本テレビ系列 火曜サスペンス劇場 |
| 前番組                                              | 番組名                                                             | 次番組                            |
| --------------------------------------------------- | ------------------------------------------------------------------ | --------------------------------- |
| 松本清張 作家活動40年記念 けものみち （1991.12.24） | 松本清張 作家活動40年記念 ドラマスペシャル たづたづし （1992.1.7） | 京都大石殺人街道 （1992.1.14）    |

### 2002年版
「松本清張没後10年特別企画・たづたづし」。2002年11月24日、BSジャパンの「BSミステリー」枠（21:00-23:24）にて放映。地上波では、同年11月27日、テレビ東京系列の「女と愛とミステリー」枠（20:54-23:18）にて放映。夏樹静子の翻案による作品。
キャスト
- 仙川兼作：中村雅俊 （農林水産省の官僚）
- 平井アヤ：牧瀬里穂
- 仙川加奈子：名取裕子 （兼作の妻）
- 森岡努：村田雄浩
- 藤巻勝志：宮下直紀
- 関口武：藤木悠
- 刑事：嶋尾康史
- 北浜レイ：東山麻美
- アパートの大家：森庸子
- 公共団体の職員：柴田林太郎
- 営林署の従業員：重松収
- 運転手：住若博之
- 運転手：堂本大幾
- マスター：早川純一
- 荒木直也
- 東俊樹
- ポール・カミンスキー
- 消防士：樋口靖
- 看護師：香取広美
- アナウンサー：榎田卓央
- アナウンサー：末武里佳子
- 小池章之
- 小泉絵美子
- 寺崎ゆか
- 松本航平
- 冨沢のりか

スタッフ
- 翻案：夏樹静子
- 脚本：市川森一
- 監督：松原信吾
- テーマ曲：稲垣潤一「TOKYO ELEGY」
- 選曲：御園雅也
- 助監督：伊藤嘉文
- 撮影協力：イタヤマメディコ、カラオケ・デイ・トリッパー大船店 ほか
- 音楽協力：テレビ東京ミュージック
- 技術協力：バル・エンタープライズ
- 美術協力：KHKアート
- VFX：オムニバス・ジャパン
- 編集・MA：ザ・チューブ
- チーフプロデューサー：佐々木彰（テレビ東京）
- 企画プロデューサー：勝田祥三（電通）
- プロデューサー：只野研治（テレビ東京）、青柳教載（電通ミュージック・アンド・エンタテインメント）、近藤晋（東北新社）、菊地実(ナック)
- 制作協力：東北新社
- 制作：電通ミュージック・アンド・エンタテインメント、テレビ東京、BSジャパン、CMP

| テレビ東京系列 女と愛とミステリー                              | テレビ東京系列 女と愛とミステリー                  | テレビ東京系列 女と愛とミステリー |
| 前番組                                                         | 番組名                                             | 次番組                            |
| -------------------------------------------------------------- | -------------------------------------------------- | --------------------------------- |
| 監察医・篠宮葉月 死体は語る2 （原作：上野正彦） （2002.11.20） | 松本清張没後10年特別企画 たづたづし （2002.11.27） | パートタイム探偵 （2002.12.11）   |